# استان خوخوی
استان هوخوی (به اسپانیایی: Provincia de Jujuy) یکی از ۲۳ استان آرژانتین، واقع در شمال غربی کشورمی باشد که با استان سالتا و کشورهای بولیوی و شیلی مرز مشترک دارد.

## مشخصات
- مساحت: ۵۳۲۱۹ کیلومتر مربع
- جمعیت: ۶۱۱۸۸۸ نفر (تا ۲۰۰۱)
- فرماندار: والتر باریو نووو

## تاریخچه
ساکنان بومی هوخوی که بعدها با اینکاها آمیزش کردند به زراعت و پرورش گواناکو (نوعی لاما) مشغول بودند. آنان کلبه‌های گلی و دژهای سنگی برای محافظت از روستاهای خود می‌ساختند. پوکارا ده تیلکارا از نمونه‌های چنین دژهایی ست.
در سال ۱۵۹۳ اقامتگاه کوچکی در درهٔ هوخوی با تلاش فرانسیسکو ده آرگانیاراز ای مارگیا ایجاد گشت. با وجود حملات بومیان کالچاکیس و اوماگواکاس، جمعیت و فعالیت آن خطه رو به فزونی گذاشت.
در پایان سدهٔ ۱۷ میلادی، با ایجاد بخش‌هایی که تحت نایب السلطنه بودند، هوخوی قسمتی از نایب السلطنه پرو شد. پس از جدایی از پرو و تشکیل نایب السلطنه ریو د لاپلاتا، هوخوی نیز از اهمیت و اعتبار افتاد.

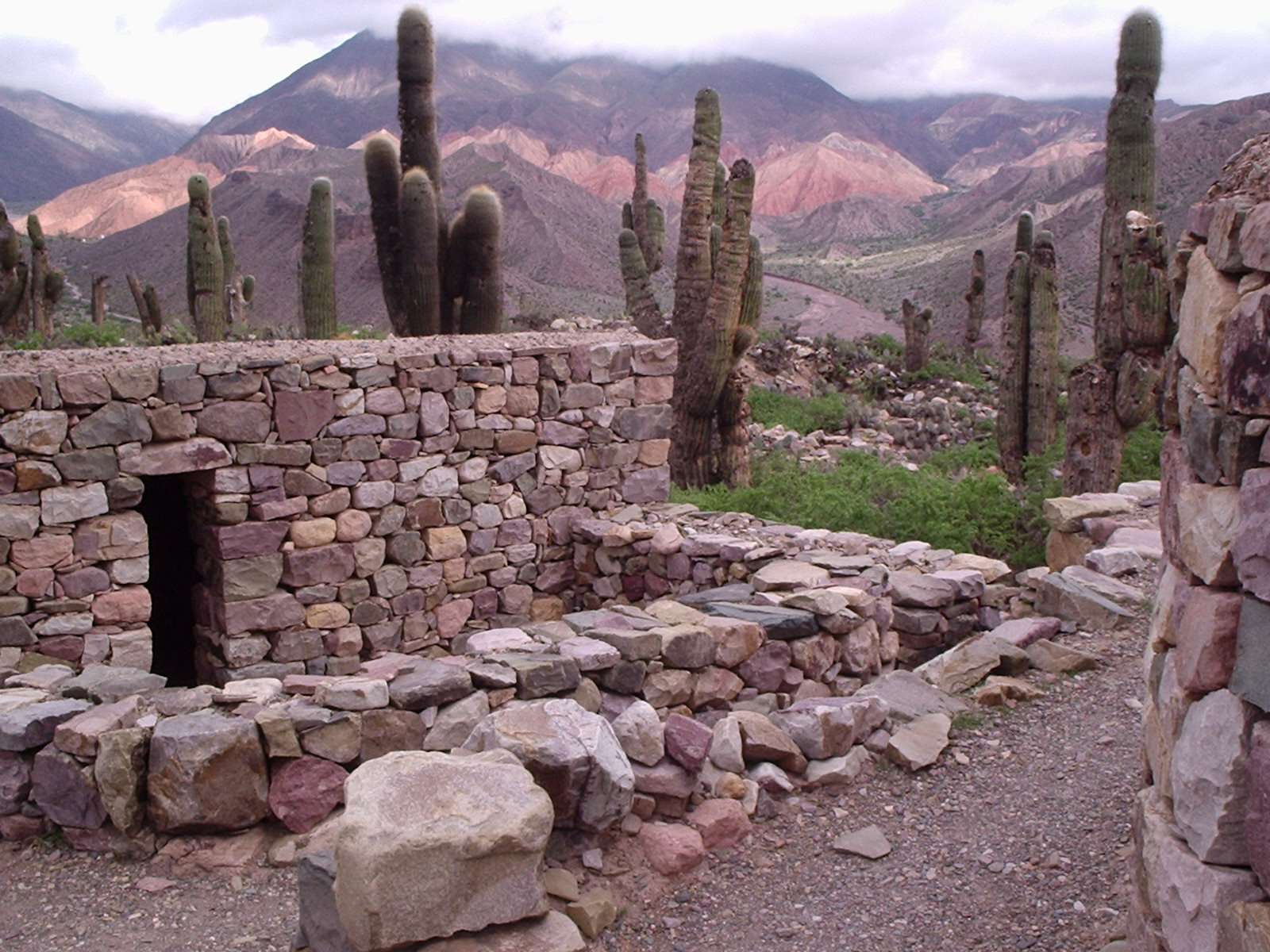

در خلال انقلاب مه و جنگ استقلال ایالات متحدهٔ جنوبی، درگیری‌هایی در هوخوی به سبب استقرار نیروهای اسپانیایی در پرو به وجود آمد. اهالی هوخوی ناچار به پیش گرفتن سیاست تخریب مسکن که از سوی ژنرال مانوئل بلگرانو اتخاذ شد گشتند. این جنگ اقتصاد منطقه را به شدت تحت تأثیر قرار داد.
پس از چند رشته درگیری داخلی و جدایی از استان سالتا و توکومان، اوضاع اقتصادی و اجتماعی استان رو به بهبود گذاشت. در پایان سدهٔ ۱۹ صنعت نیشکر آغاز گرفت. در اوایل سدهٔ ۲۰ خطوط راه‌آهن، استان را به بوئنوس آیرس و لاپاز (پایتخت بولیوی) متصل کرد. صنایع سنگین نخستین بار و به وسیله ژنرال مانوئل ساویو، مشاور اقتصادی ریاست جهموری، به هوخوی پا گذاشت.

## جغرافیا و اقلیم

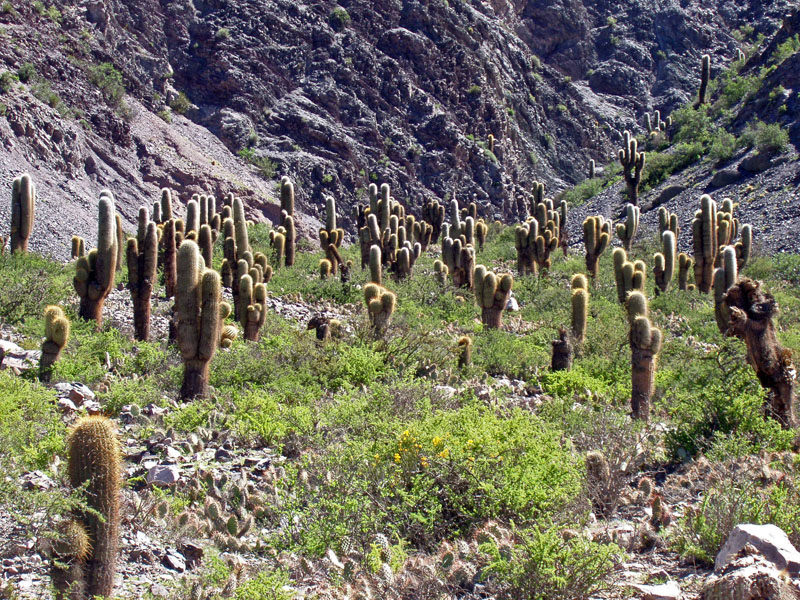

سه منطقه عمدهٔ هوخوی عبارتند از: فلات ۳۸۰۰ متری آلتی پلانو، با قله‌های ۵۰۰۰ متری که بیشتر استان را در بر می‌گیرد. ناحیه مربوط به رود بزرگ هوخوی که از دره تنگ کبرادا ده اومائوکا عبور می‌کند و منطقه گران چاکو در جنوب شرق و در پای رشته کوه سیه راس
با وجود چنین نواحی متنوعی، آب و هوای هوخوی عمدتاً خشک، کم باران و نیمه بیابانی است (به استثنای درهٔ ال رامل). اختلاف دمای روز و شب نیز در نواحی مرتفع بسیار زیاد است.
رود برمه خو که از این استان می‌گذرد رودهای گرانده و سان فرانسیسکو را تغذیه می‌کند.

## اقتصاد
استان هوخوی با وجود تنوع، هنوز از نظر اقتصادی توسعه نیافته‌است. زراعت در هوخوی با وجود پیشینه کشاورزی درصد کمی از اقتصاد را تشکیل می‌دهد. مهم‌ترین محصول آن نیشکر است که نیمی از تولید ناخالص استان و ۳۰ درصد تولید کشوری را تشکیل می‌دهد. در مورد سایر محصولات می‌توان به توتون، حبوبات، لیمو، گوجه فرنگی و سبزیجات اشاره کرد.
صنایع و کارخانجات در هوخوی نسبت به سایر ایالات همسایه چشمگیر تر است به طوریکه ۱۵ درصد اقتصاد را تشکیل می‌دهد. این استان همچنین دومین استان تولیدکننده آهن می‌باشد.
از منابع درآمدزای استان می‌توان به تولید نمک، کاغذ، مصالح ساختمانی، استخراج نفت، پرورش دام و انواع لاما، توریسم (فرهنگ آیمارا و کچوآ، بقایای تمدن اینکاها، دژ باستانی پوکارا د تیلکارا، دره کبرادا، پارک ملی کالیله گوا در جنگل یونگاس) اشاره نمود.

## تقسیمات سیاسی
استان هوخوی به ۱۶ بخش (دپارتمان) تقسیم می‌شود.
- ۱ – بخش کوچینوکا
- ۲ – بخش ال کارمن
- ۳ – بخش دکتر مانوئل بلگرانو
- ۴ – بخش اومائواکا
- ۵ – بخش لدسما
- ۶ - بخش پالپالا
- ۷ – بخش رینکونادا
- ۸ – بخش سان آنتونیو
- ۹ – بخش سان پدرو
- ۱۰ – بخش سانتا باربارا
- ۱۱ – بخش سانتا کاتالینا
- ۱۲- بخش سوسکس
- ۱۳ – بخش تیلکارا
- ۱۴ – بخش تومبایا
- ۱۵ – بخش واله گرانده
- ۱۶ – بخش یاوی

## نگارخانه

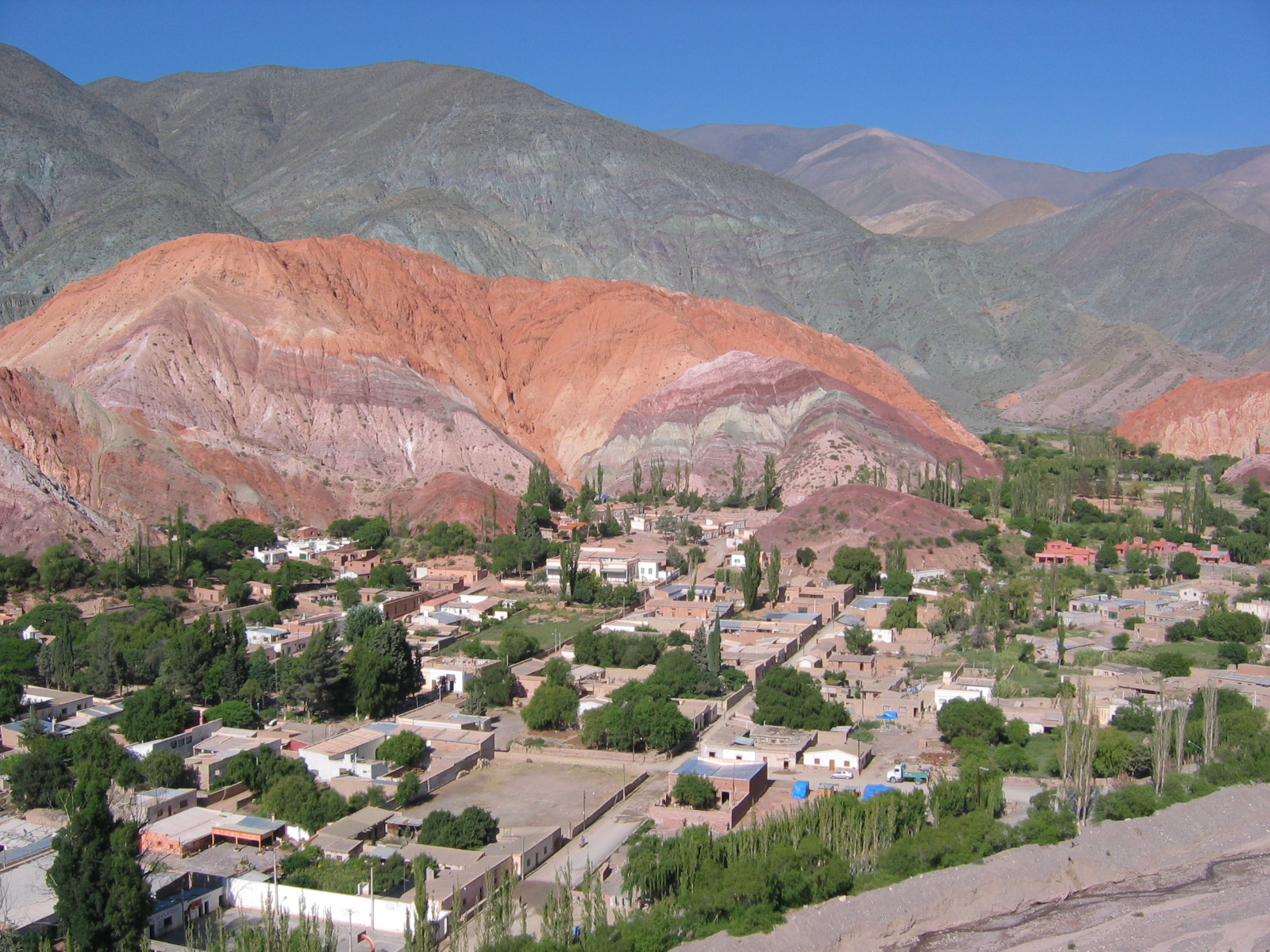
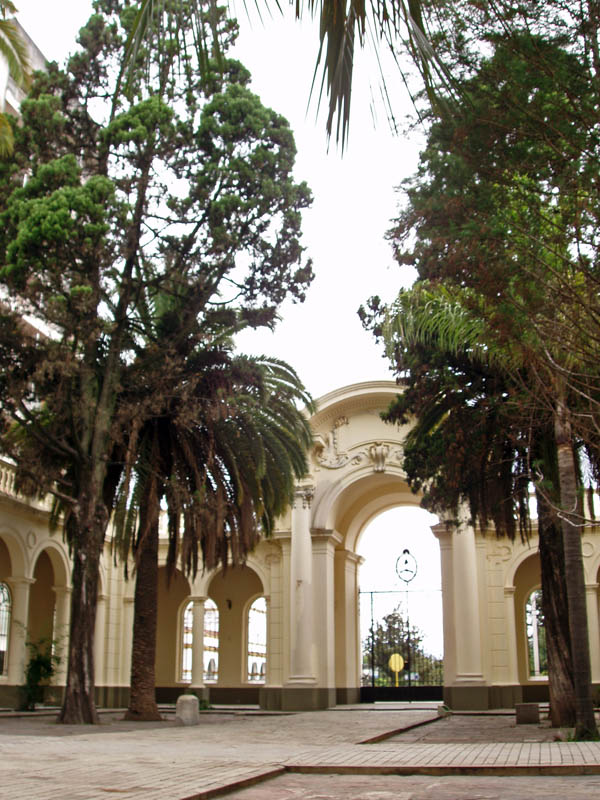
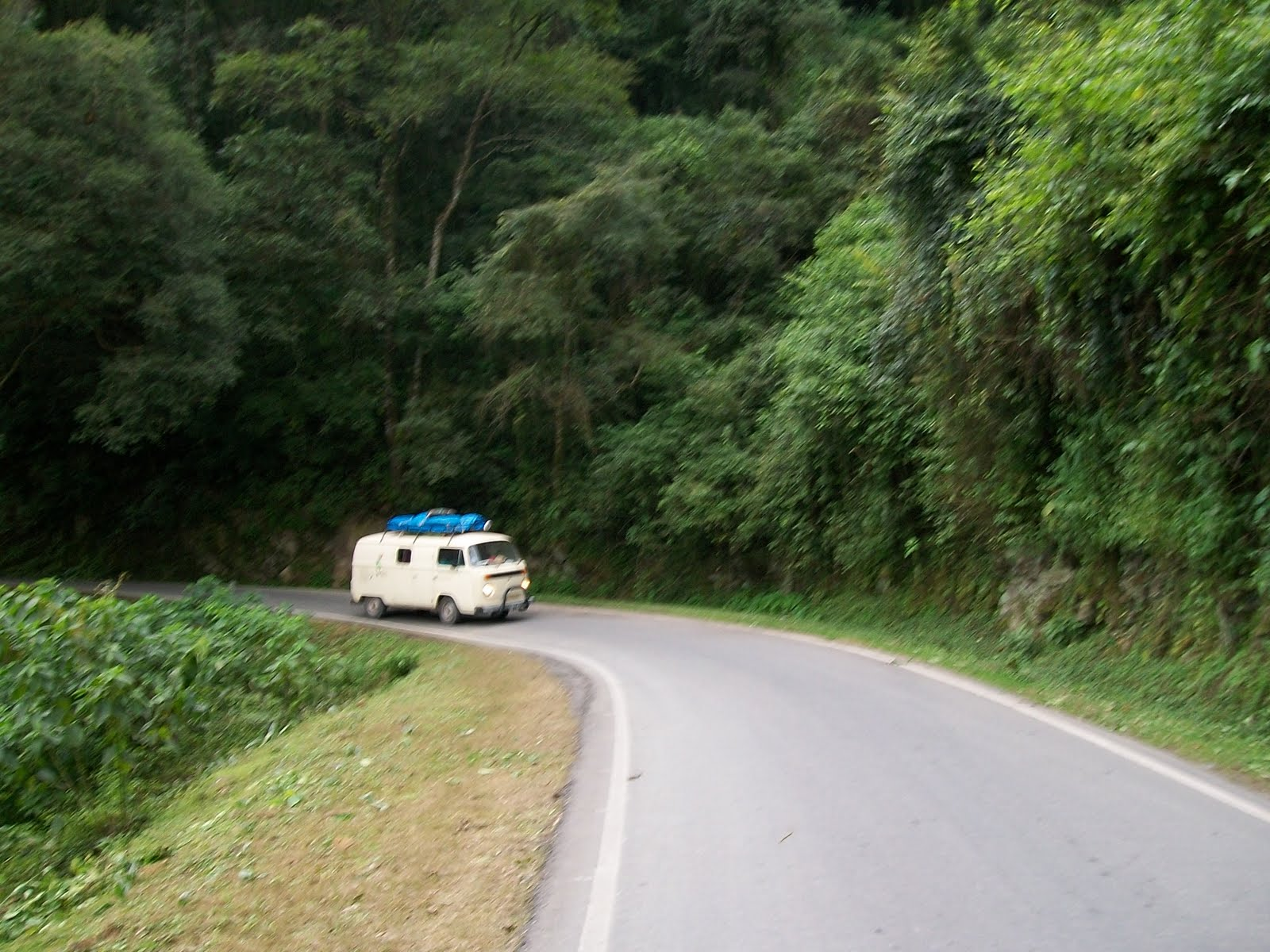